# Jéhan d'Uzès
Jéhan d'Uzès, mort en 1475, est le sixième vicomte d'Uzès et seigneur d'Aimargues, au cours du XVe siècle.

## Biographie
Jéhan, parfois Jean, est le fils du vicomte d'Uzès, Robert II,. Albiousse (1887)indique qu'il est le neveu de Jean II Le Meingre, dit Boucicaut (1366-1421), maréchal de France (1391), qui lui aurait donné son prénom.
Son père mourant vers 1430, il lui succède à la tête de la vicomté.
Bertrand III de Cadoène, évêque d'Uzès, cherche à obtenir l'hommage du vicomte et de son frère, Eléazar. En raison de leur position de co-seigneur et détenteur de la viguerie d'Uzès, et désormais vicomte, cet acte est considéré comme humiliant. L'évêque menace d'excommunication les seigneurs. Ces derniers consentent à faire hommage à l'évêque et au prévôt de la cathédrale Saint-Theodorit, Guilhaume Philibert, le 29 octobre 1437 (Chartrier d'Uzès, Cotté numéro X). L'acte est à nouveau reproduit en 1449 (Chartrier d'Uzès, Cotté numéro XII).
En avril 1439, il fait partie des seigneurs qui se rendent auprès du roi Charles VII, lors des états généraux du Puy. Albiousse (1887) indiquait, que selon des lettres patentes, il aurait été fait conseiller du roi.
Jéhan d'Uzès épouse, vers 1460, Anne de Brancas ( de Brancaz) († v. 1484),. Elle est la fille de Benfile de Brancas (de Brancacio), un seigneur napolitain appartenant au parti d'Anjou.
Ils ont une fille Simone/Symone,. Cette dernière épouse en premières noces, Jean Guérin de Châteauneuf, baron du Tournel, puis en secondes, Jacques Ier de Crussol,. 
Jéhan d'Uzès meurt le 14 février 1475,. Avec lui s'éteint la descendance mâle de la branche des seigneurs d'Uzès détenant la vicomté. Sa fille hérite du titre et ses époux auront l'obligation de relever le nom et les armes des vicomtes d'Uzès.